# Carl Thomsen

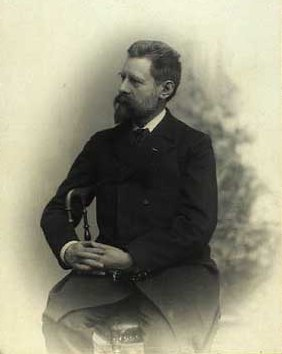
Carl Thomsen.

Carl Christian Jacob Frederik Thomsen, född den 6 april 1847 i Köpenhamn, död där den 4 oktober 1912, var en dansk målare. Han var bror till Vilhelm Thomsen och far till Anton Thomsen.
Thomsen blev student 1865 och började 1871 studera konst för Frederik Vermehren vid konstakademien. År 1874 framträdde han med sin skämtsamma tavla Vid examensbordet och utförde sedan porträtt och genrestycken, enligt Georg Nordensvan "präglade af godlynthet, själfull uppfattning och en viss vemodig romantik". Ofta nog valde han ämnen ur flydda tider, gärna från prästgårdar på landet. Bland hans populära målningar med utmärkta typer märks i synnerhet En student för 50 år sedan (1875), Ewalds möte med Arendse (1876), De nyförlovade (1881), Middag i en prästgård efter biskopsvisitationen (1888, Konstmuseet), Söndagseftermiddag i prästgården (1889), Rahbek vid Kammas dödsbädd (1894, Konstmuseet). Thomsen vistades ett par vintrar i Italien och målade då motiv och typer därifrån. Även i teckningar skildrade Thomsen danskt prästgårdsliv (18 teckningar i Hirschsprungs museum) samt illustrerade dessutom alster av Ingemann, Blicher, J.L. Heiberg med flera. Thomsen blev 1890 medlem av danska konstakademien och fick professors titel. 